# Guerra cultural

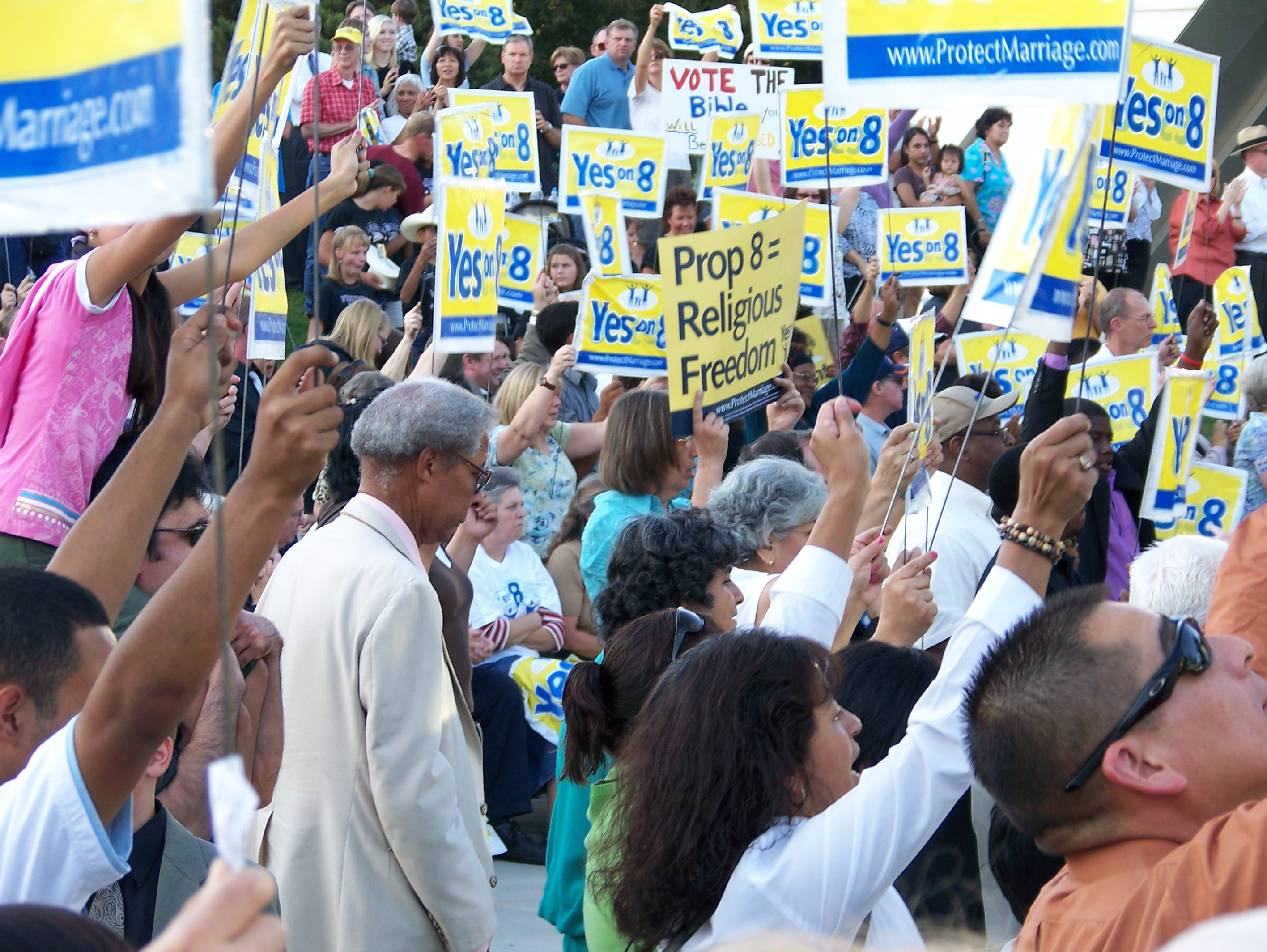
Manifestación por la Proposición 8, un elemento en la papeleta de California en 2008 para prohibir el matrimonio entre personas del mismo sexo

Guerra cultural o batalla cultural es el conflicto ideológico entre grupos sociales y la lucha por el dominio de sus valores, creencias y prácticas. Generalmente se circunscribe a los temas de fondo candentes en los que hay un amplio desacuerdo social y la polarización en valores sociales es evidente. En ocasiones de asimetrías de poder, esta batalla deja de basarse en argumentos válidos para adoptar connotaciones de abuso de poder y propaganda para instalar un revisionismo histórico (negacionismo).
El término es generalmente utilizado para describir políticas contemporáneas en los Estados Unidos, con asuntos como la eutanasia, el aborto, la homosexualidad, la pornografía, el multiculturalismo y otros conflictos originados porque el bando que considera inmorales determinados comportamientos promueve que sigan prohibidos por la ley, si ya lo están, o que se prohíban si están permitidos, mientras que el bando enfrentado aboga por lo contrario.
Según el historiador italiano Steven Forti, las guerras culturales son una de las estrategias principales utilizadas para polarizar a la sociedad e ir ganando influencia social (y electoral). En esto sigue las propuestas que hicieron en los años 1970 Alain de Benoist y la Nouvelle Droite. Steve Bannon, exasesor de Donald Trump, estaba convencido de que la batalla antes que política tenía que ser cultural. El objetivo era alcanzar la hegemonía ideológica, un término tomado prestado del marxista italiano Antonio Gramsci.

## Orígenes

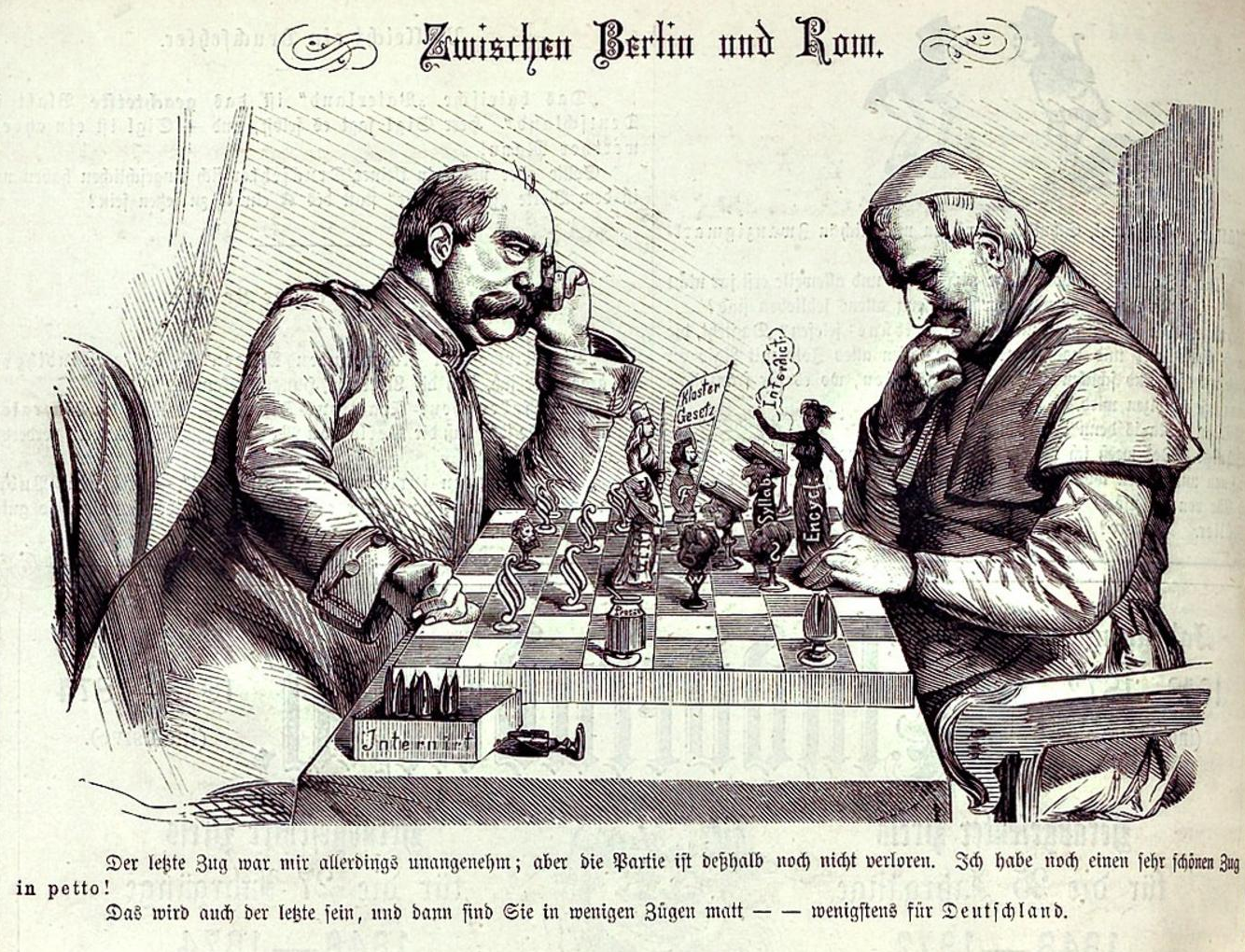
Bismarck (Izquierda) y el Papa, de la revista satírica alemana Kladderadatsch, 1875

La expresión «guerra cultural» es un calco del alemán Kulturkampf. La palabra alemana Kulturkampf (lucha cultural) se refiere al enfrentamiento entre grupos culturales y religiosos en la campaña de 1871 a 1878 del canciller Otto von Bismarck del Imperio alemán contra la influencia de la Iglesia católica. La traducción se imprimió en algunos diarios estadounidenses en aquel tiempo.

## Estados Unidos
La expresión "guerra cultural" se empleó ocasionalmente en periódicos estadounidenses durante el siglo XX. En 1979 el neoconservadurismo advirtió de la necesidad de librar una "guerra cultural" contra la "nueva clase" (intelectuales, académicos, comunicadores y burócratas radicalmente progresistas) para defender los valores tradicionales y conseguir la regeneración moral de EE. UU. Posteriormente el término empezó a utilizarse más intensamente con la publicación de "Guerras Culturales: la lucha por definir América" de James Davison Hunter en 1991. Hunter percibió un dramático realineamiento y polarización que ha transformado la política de los Estados Unidos y la cultura, incluyendo asuntos como el aborto, las leyes federales y estatales de tenencia de armas, la inmigración, la separación iglesia-estado, la intimidad, el uso recreativo de drogas, los derechos de gays y lesbianas, así como la censura.
En su uso estadounidense, el término "guerra cultural" puede implicar un conflicto entre aquellos valores considerados tradicionales o conservadores y aquellos considerados progresistas. Tal uso se originó en los años veinte cuando los valores urbanos y rurales entraron en evidente conflicto. Esto siguió a varias décadas de inmigración a los Estados por personas que inmigrantes europeos más tempranos consideraron "extraños". También fue el resultado de los cambios culturales y las tendencias modernizantes de los locos años veinte, culminando en la campaña presidencial de Al Smith en 1928. Sin embargo, el mencionado libro de James Davison redefinió la "guerra cultural" en los Estados Unidos de América. Este rastrea el concepto hasta los años sesenta. El enfoque de la guerra cultural estadounidense y su definición han tomado varias formas desde entonces.

### Años noventa
James Davison Hunter argumenta que en un número creciente de temas candentes" como aborto, tenencia de armas, separación iglesia-estado, privacidad, uso recreativo de drogas, homosexualidad, censura, existen dos polaridades definibles. Aún más, no sólo existe un número de asuntos divisivos, sino que la sociedad se ha dividido a lo largo de esencialmente las mismas líneas en estos asuntos, hasta constituir dos grupos contendientes, definidos principalmente no por religión nominal, etnicidad, clase social, o incluso afiliación política, sino por cosmovisiones ideológicas.
Hunter caracteriza esta polaridad como proveniente de impulsos opuestos, a los que él se refiere como Progresismo y Ortodoxia. Otros han adoptado la dicotomía con etiquetas variables. Por ejemplo, el comentarista de Fox News, Bill O'Reilly enfatiza diferencias entre "progresistas secularistas" y "tradicionalistas".

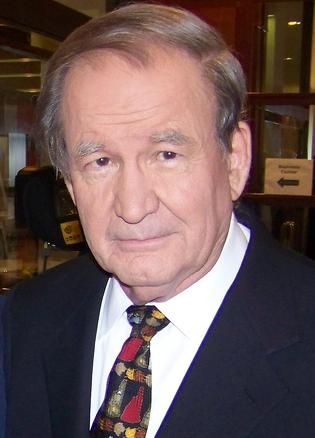
Patrick Buchanan en 2008

Durante las elecciones presidencial de Estados Unidos de 1992, el comentarista Pat Buchanan montó una campaña presidencial por la nominación del dentro del Partido Republicano contra el incumbente George H. W. Bush. En un lapso del horario central en la Convención Nacional Republicana de 1992, Buchanan dio su discurso sobre la guerra cultural argumentando: " hay una guerra religiosa ocurriendo en nuestro país por el alma de los Estados Unidos. Es una guerra cultural, tan crítica para la clase de nación que un día seremos, como lo fue en su momento la Guerra Fría." Además de criticar a ecologistas y al feminismo, señaló la moralidad pública como un asunto fundamental:
La agenda Clinton & Clinton [Bill y Hillary] impondría en los Estados Unidos el aborto por pedido, una prueba tornasol para la Suprema Corte, derechos homosexuales, discriminación contra escuelas religiosas, mujeres en unidades de combate— esto es cambio, cierto. Pero no es la clase de cambio que los Estados Unidos quieren. No es la clase de cambio que los Estados Unidos necesitan. Y no es la clase de cambio que podemos tolerar en una nación que aún llamamos país de Dios.

Un mes más tarde, Buchanan caracterizó el conflicto aproximadamente como una lucha por el poder para definir socialmente lo correcto e incorrecto. Nombró aborto, orientación sexual y cultura popular como frentes importantes—y mencionó otras controversias, incluyendo enfrentamientos sobre la Bandera de los Estados Confederados de América, la Navidad y arte financiado con impuestos. También dijo que la atención negativa recibida por su discurso sobre la "guerra cultural" era en sí misma evidencia de la polarización de los Estados Unidos.
La guerra cultural tuvo un impacto significativo en la política estadounidense en los años noventa. La retórica de la Coalición Cristiana de América pudo haber debilitado las posibilidades del presidente George H. W. Bush para su reelección en 1992 y ayudado a su sucesor, Bill Clinton, a ganar la reelección en 1996. Por otro lado, la retórica de "guerreros culturales" conservadora ayudó a los republicanos a ganar el control del Congreso en 1994.
Las guerras culturales influyeron en el debate sobre el currículum en Historia en escuelas públicas en los Estados Unidos en los noventa. En particular, los debates sobre el desarrollo de estándares educativos nacionales en 1994 giraron alrededor de si el estudio de la historia estadounidense tendría que ser "celebratorio" o "crítico" e implicó a figuras públicas prominentes como Lynne Cheney, Prisa Limbaugh, y el historiador Gary Nash.

### SigloXXI

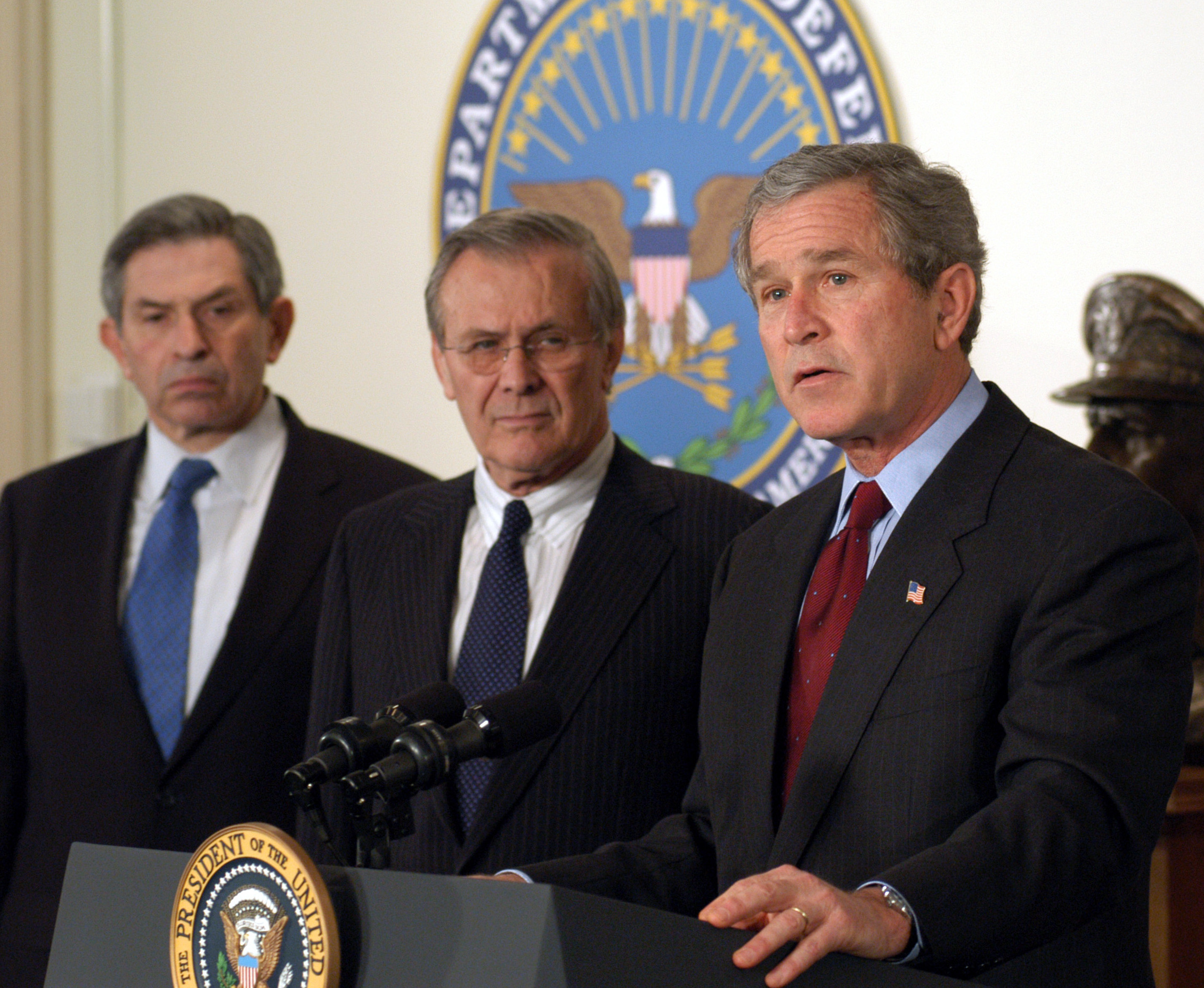
43.º Presidente George W. Bush, Donald Rumsfeld, y Paul Wolfowitz fueron neoconservadores prominentes en los años 2000.

La cosmovisión del neoconservadurismo cambió los términos del debate a inicios de la década del 2000. El neoconservadurismo difiere de sus adversarios en que interpretan los problemas que el país enfrenta como asuntos morales más que económicos o políticos. Por ejemplo, los neoconservadores vieron el declive de la estructura familiar tradicional como una crisis espiritual que requiere una respuesta espiritual. Los críticos acusaron a estos neoconservadores de confundir causa con efecto.
Durante los años 2000, los patrones de votación empezaron a coincidir fuertemente con la denominación religiosa. Aquellos que se identifican como "tradicionalistas" u "ortodoxos" empezaron a votar por candidatos del Partido Republicano, mientras quienes se identifican como "liberales" o "modernistas" empezaron a votar por el Demócrata. Esto ocurrió mayoritariamente de forma independiente de las religiones.
El debate sobre el aborto continúa siendo un tema clave importante en las guerras culturales alrededor de religión y género.

## Canadá
Algunos observadores en Canadá han empleado la expresión "guerra cultural", que remite a valores divergentes entre el oeste y el este del país, entre el Canadá urbano y el rural, así como entre conservadores, liberales y progresistas. Una división entre francés e inglés es también un aspecto característico de la sociedad canadiense.
Sin embargo, se trata de un concepto relativamente nuevo en el discurso político canadiense. Aún se usa para describir acontecimientos históricos en Canadá, como las Rebeliones de 1837, el aislamiento de Canadá Occidental, el Movimiento Independentista de Quebec, y cualquier conflicto aborigen en Canadá, pero es más relevante en cuanto a acontecimientos actuales como la disputa de tierra de Grand River y la hostilidad creciente entre canadienses conservadores y liberales. La frase "guerras culturales" también se ha usado para describir la actitud del gobierno de Stephen Harper hacia la comunidad artística. Andrew Coyne denominó esta política negativa hacia la comunidad artística como «lucha de clases».

## Australia
Las interpretaciones de la historia aborigen australiana devinieron parte de un debate político más amplio a veces llamado "guerras historicistas" durante la administración de la Coalición Nacional Liberal de 1996 a 2007, con el primer ministro de Australia John Howard públicamente abanderando las posiciones de aquellos asociados con la revista Quadrant. Este debate se extendió a una controversia sobre la presentación de historia en el Museo Nacional de Australia y en el plan de estudios de las escuelas secundarias. La discusión llegó a los medios de comunicación generalistas del país, de forma que periódicos influyentes como The Australian, The Sydney Morning Herald y The Age publicaron de forma regular editoriales sobre el tema. Marcia Langton calificó este debate más general de "porno de conflicto" y un "callejón sin salida intelectual".
Dos primeros ministros australianos, Paul Keating (1991–1996) y John Howard (1996–2007) se volvieron participantes importantes en estas "guerras". Según el análisis de Mark Mckenna para la Biblioteca Parlamentaria Australiana, John Howard opinó que Paul Keating retrató la Australia pre-Whitlam (primer ministro de 1972 a 1975) con una luz demasiado negativa; mientras Keating buscó distanciar al moderno Partido Laborista Australiano de su apoyo histórico a la monarquía y la política Australia Blanca, argumentando que habían sido los partidos australianos conservadores los que habían bloqueado el progreso nacional y permanecido excesivamente leales al Imperio Británico. Además acusó a Gran Bretaña de haber abandonado a Australia durante la Segunda Guerra Mundial. Keating apoyó firmemente una disculpa simbólica a los pueblos indígenas por las fechorías de gobiernos pasados, y perfiló su visión sobre los orígenes y soluciones potenciales de la desventaja aborigen contemporánea en su Discurso de Redfern Park en 1992. En 1999, después de la publicación del reporte Bringing Them Home («Traerlos a casa») en 1998, Howard aprobó una Moción de Reconciliación parlamentaria, que describe el trato a los aborígenes como el "capítulo más vergonzoso" en la historia australiana, pero no hizo una disculpa parlamentaria. Howard vio una disculpa como inapropiada en cuanto implica "culpa intergeneracional", y opinó que "las medidas" prácticas son una mejor respuesta a la desventaja aborigen contemporánea. Keating ha cabildeado por la erradicación de símbolos restantes que vinculan con los orígenes británicos: incluyendo la celebración del Día ANZAC, la bandera australiana y la monarquía en Australia, mientras Howard apoyó estos aspectos. A diferencia de colegas del Partido Laborista, Bob Hawke (primer ministro 1983–1991) y Kim Beazley (dirigente del Partido Laborista 2005–2006), Keating nunca ha viajado a Galípoli para la celebración del ANZAC. En 2008 él describió a quienes asistían como reunieron allí como "malaconsejados".
En 2006 John Howard dijo en un discurso para marcar el 50.º aniversario de Quadrant que la «corrección política» estaba muerta en Australia, pero «no debemos subestimar el grado en el que la izquierda blanda aún tiene peso, incluso dominio, especialmente en las universidades de Australia».[cita requerida] También en 2006, el editor político Peter Hartcher, del Sydney Morning Herald, informó que Kevin Rudd, portavoz de asuntos extranjeros de la oposición, había entrado al debate filosófico al responder que "John Howard es culpable de perpetrar 'un fraude' en lo que llama guerra cultural ... diseñada no para hacer un cambio real, sino para encubrir el daño causado por las políticas económicas del Gobierno".
La derrota del gobierno de Howard en las elecciones federales australianas de 2007 y su sustitución por el laborista Rudd alteró la dinámica del debate. Rudd hizo una disculpa oficial a la Generación Robada aborigen con el apoyo de las dos grandes fuerzas políticas. Al igual que Keating, Rudd apoyó una república australiana, pero, en contraste con Keating, Rudd declaró su apoyo a la bandera australiana y la conmemoración del ANZAC; además expresó admiración por el fundador del Partido Liberal Robert Menzies.
Tras el cambio de gobierno de 2007, y antes de la aprobación de la disculpa parlamentaria a los indígenas australianos con el apoyo de todos los partidos, el profesor de Estudios Australianos Richard Nile argumentó: "las guerras culturales e historicistas se han acabado y con ellas también tendrían que acabarse la naturaleza hostil del debate intelectual", una opinión disputada por otros, incluyendo la comentarista conservadora Janet Albrechtsen.
El parlamentario liberal Christopher Pyne ha señalado sus intenciones de reiniciar la guerra historicista.